# The Legend of Zelda: Skyward Sword HD
The Legend of Zelda: Skyward Sword HD é um jogo eletrônico de ação e aventura desenvolvido pela Nintendo EPD e Tantalus e publicado pela Nintendo para Nintendo Switch. O jogo é remasterização em alta definição do jogo The Legend of Zelda: Skyward Sword lançado para o Wii em 2011. Foi lançado em 16 de julho de 2021.

## Jogabilidade
A jogabilidade do jogo foi praticamente inalterada em relação ao jogo original. Como na maioria dos jogos da série The Legend of Zelda, os jogadores controlam o protagonista principal da série, um jovem espadachim chamado Link. Em combate, Link usa uma espada e escudo, arco e flechas e bombas.
A remasterização possui dois modos de jogar, um que imita as funções do Wii Remote Plus e Nunchuck do jogo original entretanto utilizando agora os controles de movimento melhorados dos Joy-Cons e o outro modo utiliza os controles de botões e analógicos tradicionais. Nesse modo, o analógico direito é utilizado para direcionar os ataques da espada de Link que na versão original era controlada por movimentos. Este método de controle permitirá que o jogo seja jogado no modo portátil, no Controle Pro e no Nintendo Switch Lite.
Além de gráficos com maiores resoluções, o jogo agora será jogado a 60 quadros por segundo. Uma figura amiibo intitulada de Zelda & Loftwing foi anunciada e será lançada juntamente com o título.